# Pauline Martin
Pauline Martin (4 september 2002) is een Belgisch volleybalster.

## Levensloop
Martin debuteerde op 14-jarige leeftijd in de eerste ploeg van Dauphines Charleroi. Vervolgens liep ze school aan de Topsportschool Vilvoorde. In 2019 sloot ze aan bij Asterix Avo Beveren. Met deze club werd ze tweemaal landskampioen (2020 en 2021) en won ze eenmaal de Beker van België (2021) en de Supercup (2019). Vervolgens keerde ze voor een seizoen terug naar Charleroi om vervolgens de overstap te maken naar de Italiaanse competitie. Aldaar kwam ze uit voor Vero Volley Milano waarmee ze finalist was in de Beker van Italië en tweede werd in het kampioenschap. Sinds 2023 komt ze uit voor Rote Raben Vilsbiburg.
Daarnaast is ze actief bij het Belgisch nationaal team. Zo nam Martin met de Yellow Tigers onder meer deel aan het wereldkampioenschap van 2022 en het Europees kampioenschap van 2023.